# Európai uniós védjegy

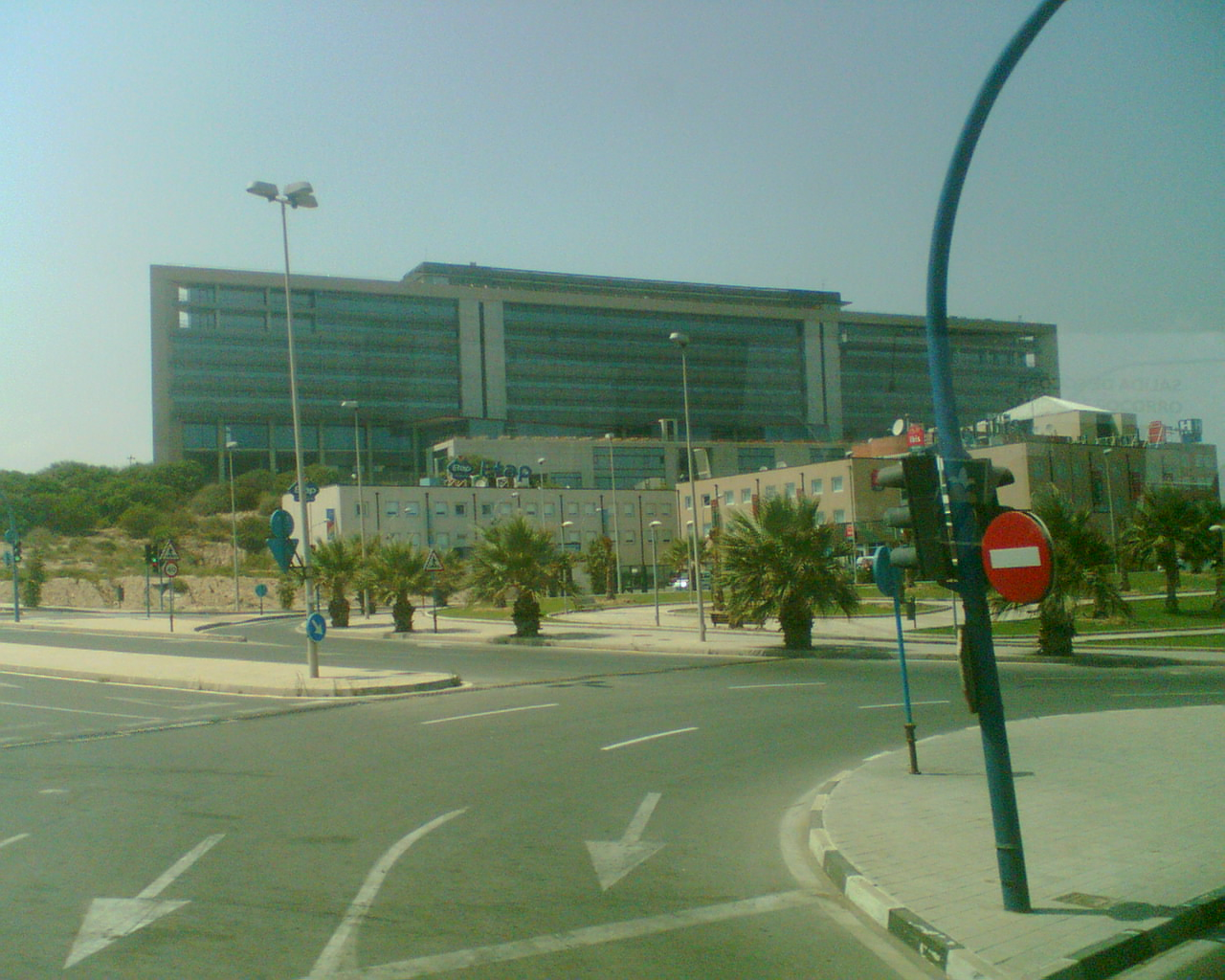
Az EUIPO székháza Alicantéban, a tenger felől nézve.

Az európai uniós védjegy olyan jogi eszköz az Európai Unióban, amely megkönnyíti az áruk és a szolgáltatások tagállamok közötti szabad áramlását, ezáltal fontos szerepet tölt be az egységes belső piac működésében. Olyan védjegy, amelynek oltalma az Európai Unió valamennyi tagállamában egységesen fennáll, beleértve Magyarországot is. Magyarországnak az Európai Unióhoz történt 2004. május 1-jei hatályú csatlakozása azzal járt, hogy a csatlakozás óta valamennyi, akár a csatlakozás előtt, akár ezután bejelentett minden egyes közösségi védjegy oltalma (lajstromozása esetén) Magyarországra is 2004. május 1-jétől automatikusan kiterjed.
Az Európai Unión kívüli országokra az európai uniós védjegy oltalma nem terjedhet ki. Mivel az Egyesült Királyság a 2016-os Brexit-népszavazást követően, 2020. január 31-ével az Európai Unióból ténylegesen kilépett, az európai Unióval között megállapodásban foglalt átmeneti időszak után az európai uniós védjegyek oltalma az Egyesült Királyságra nem terjed ki.
Az európai uniós védjegyrendszert az Európai Unió Szellemi Tulajdoni Hivatala (EUIPO) működteti. Az EUIPO európai uniós (eredetileg: közösségi) védjegybejelentéseket 1996. április 1-je óta fogad. 2011 októberében ünnepelték a Hivatalhoz benyújtott egymilliomodik védjegybejelentést. 2019 júniusában bejelentették, hogy megérkezett az EUIPO-hoz a 2.000.000-ik európai uniós védjegybejelentés.
2016. március 23-tól a „közösségi védjegy” kifejezés helyébe az európai uniós védjegy kifejezés lépett, ugyanakkor a „Belső Piaci Harmonizációs Hivatal (védjegyek és formatervezési minták)” elnevezés helyébe „Az Európai Unió Szellemi Tulajdoni Hivatala” elnevezés lépett.(Magyar rövidítése: EUIPO).

## Jellege
Egyes jogintézmények, mint például a közösségi védjegy, "a megfelelő tagállami jogintézmények mellé kerülnek, és azokat nem váltják fel. Ha elfogadjuk, hogy az új európai közösségi jog, illetve az egységes európai piac megteremtéséhez nem szükséges a tagállami jogszabályok egységes közösségi jogi normákkal való felváltása, akkor ezzel a Közösség számára a tagállami belső jogrendszerek harmonizálásának egy lehetséges alternatívája nyílik meg. E rendszer kétségtelen előnye, hogy hozzájárul azon akadályok jelentős részének kiküszöböléséhez, amelyeket egyes államok egy-egy harmonizációs irányelv elfogadása elé gördíthetnek. Az egyes tagállamok belső normái változatlanok maradnak, megőrzik sajátos vonásaikat, feltéve, hogy ezek nem befolyásolják károsan a közösségi szintű kereskedelmet és piacot. Ami viszont a közösségi érdekű tényállásokat illeti, azokra a szupranacionális jogot kell alkalmazni, amely mindazokra a piaci szereplőkre nézve azonos, akik nemzetközi szinten fejtik ki tevékenységüket."

## Az európai uniós védjegybejelentés
Európai uniós védjegybejelentést kizárólag az EUIPO-nál lehet tenni, akár közvetlenül, akár a Szellemi Tulajdon Világszervezete genfi Nemzetközi Irodája útján, nemzetközi védjegybejelentés keretében. (2016. március 23-a előtt erre vonatkozó kérelem esetén a nemzeti hivatalok csupán továbbították a hozzájuk benyújtott közösségi védjegybejelentéseket a BPHH-hoz. Azóta ez a lehetőség megszűnt.)

## Az európai uniós védjegy fogalma
A Tanács 207/2009/EK rendelete (2009. február 26.) az európai uniós védjegyről a következő meghatározást tartalmazza az EU védjegyre vonatkozóan:
Európai uniós védjegyoltalomban részesülhet minden megjelölés, így különösen szó – beleértve a személyneveket is –, ábra, kép, alakzat, betű, szám, szín, továbbá az áru vagy az áru csomagolásának formája, vagy hang, amely alkalmas arra, hogy valamely vállalkozás áruit vagy szolgáltatásait megkülönböztesse más vállalkozások áruitól vagy szolgáltatásaitól; és az európai uniós védjegyek lajstromában (a továbbiakban: védjegylajstrom) való ábrázolásának módja lehetővé tegye azt, hogy az illetékes hatóságok és a nyilvánosság egyértelműen és pontosan meghatározza a jogosultat megillető oltalom tárgyát.

## Története
Évtizedes előkészítő munka után 1993-ban fogadta el az Európai Unió Tanácsa a közösségi védjegyről szóló, 1993. december 20-i 40/94/EK tanácsi rendeletet rendeletet.
A közösségi védjegy oltalma kizárólag az Európai Unió mindenkori tagállamaira terjed ki.

### A közösségi védjegyrendszer bővülése
Az Európai Unió hosszú időn keresztül 15 tagállamból állt, ezért az Európai Unió 2004-ben történt 25 tagra, majd 2007-től 27 tagra, végül Horvátország csatlakozásával való bővítése nagy változásokat hozott a közösségi védjegyrendszerben.
A bővítés eredményeként a közösségi védjegyrendszer Magyarországra is.
Új kérdések merültek fel, elsősorban az új tagállamok területén a csatlakozáskor oltalmat élvező védjegyek és a csatlakozással automatikusan kiterjesztett közösségi védjegyek között esetleges konfliktusai kapcsán. A rendezőelv szerint egy új tagállamban oltalmat élvező korábbi védjegy alapján nem lehet megtámadni a kiterjesztett közösségi védjegy oltalmát, csupán a közösségi védjegy használatának megtiltását lehet kérni, az érintett új tagállam területére nézve.
A fentiekhez hasonlóan, amennyiben a kiterjesztett közösségi védjegy olyan feltétlen kizáró okba ütközik – például nincs megkülönböztető képessége az új tagállam hivatalos nyelvén -, amely kizárólag az új tagállam tekintetében áll fenn, akkor sem lehet kezdeményezni a közösségi védjegy megszüntetését, viszont lehet kérni a használatának megtiltását (Magyarország esetében ilyen eljárást a Fővárosi Bíróságnál lehet indítani.)
Az Európai Unióhoz történő csatlakozást követően az új tagállamra nézve is lehet kérni a közösségi védjegybejelentés vagy védjegy átalakítását az eredeti bejelentési nap megőrzése mellett, azonban az átalakított közösségi védjegy alapján nem lehet annál korábbi jogot érvényesíteni, mint az adott országnak az EU-hoz való csatlakozásának napja (Magyarország tekintetében 2004. május 1.).
Magyarországnak az Európai Unióhoz történt 2004. május 1-jei hatályú csatlakozása nem jelenti azt, hogy a Magyarországon lajstromozott védjegyek oltalma automatikusan kiterjedne az Európai Unióra is. Az oltalomszerzés érdekében új közösségi védjegybejelentést kell tenni.
A csatlakozás másik oldalról azzal járt, hogy a csatlakozás óta valamennyi, akár a csatlakozás előtt, akár ezután bejelentett közösségi védjegy oltalma (lajstromozása esetén) Magyarországra 2004. május 1-jétől automatikusan kiterjed.

### A Brexit következményei
A Brexit jogi következményei sokáig csak találgatás tárgyai lehettek.
Az Egyesült Királyság 2020. február 1-jén kilépett az Európai Unióból, ugyanakkor a kilépést az Európai Unió és az Egyesült Királyság által elfogadott megállapodás alapján egy 2020. december 31-ig tartó átmeneti időszak követi. Ebben az átmeneti időszakban az Egyesült Királyságban továbbra is az uniós jogot kellett alkalmazni, ezért az uniós jogban a tagállamok körébe az Egyesült Királyságot továbbra is bele kellett érteni.

## A közösségi védjegyrendelet
A közösségi védjegyről a közösségi jog részét képező jogszabály, az Európai Unió Tanácsának a közösségi védjegyről szóló, 1993. december 20-i 40/94/EK tanácsi rendelete rendelkezik. (A "közösségi védjegytörvény" kifejezés ezért pontatlan.) Mivel ezt a jogszabályt több alkalommal jelentősen módosították, ezért az áttekinthetőség és érthetőség érdekében ezt a rendeletet a Tanács 2009. február 26-i, a közösségi védjegyről szóló 207/2009/EK rendelete ismételten kodifikálta.
A közösségi védjegyrendelet (rövidítve KVR) szupranacionális (nemzetek feletti) jog, ezért a tagállamokban közvetlenül irányadó anélkül, hogy a nemzeti törvényhozások nemzeti jogként ratifikálták volna.
Vannak olyan kérdések, amelyek rendezését a KVR a nemzeti jogokra bízza (pl. a közösségi védjegybíróságok kijelölése). Ezekben az ú.n. interfész-kérdésekben a nemzeti jogok, így Magyarország tekintetében magyar védjegytörvény rendelkezéseit kell alkalmazni.

### A közösségi védjegyrendszer felülvizsgálata
Már korábban felmerült a közösségi védjegyrendszer felülvizsgálatának igénye. Az Európai Bizottság 2013-ban terjesztette elő a közösségi védjegyirányelv és a védjegyrendelet módosítására vonatkozó javaslatait. Az Európai Parlament, az Európai Unió Tanácsa, valamint az Európai Bizottság között háromoldalú informális megbeszélések folytak, amelyek eredményeként a társjogalkotók 2015 áprilisában elfogadták a védjegycsomagra vonatkozó kompromisszumos megállapodást. Ezt a megállapodást elsőként a Tanács, majd a jogalkotási folyamat lezárásaként 2015. december 15-én az Európai Parlament jóváhagyta a védjegyirányelv és a védjegyrendelet átdolgozott, illetve módosított szövegeit.
A közösségi védjegyreform célkitűzései között szerepel az üzleti innováció feltételeinek javítása, valamint a védjegyoltalom hatékonyabbá tétele a hamisítványok – köztük az Unió területén áthaladó hamisított tranzitáruk – elleni küzdelem szempontjából. A módosított rendelkezések az európai és a nemzeti védjegyek duális, egymást kiegészítő párhuzamos rendszerének fenntartása mellett korszerűsítik, továbbfejlesztik és a korábbiakhoz képest jóval nagyobb mértékben harmonizálják a tagállami és az uniós védjegyeljárásokra vonatkozó szabályokat.
Az irányelv a kihirdetését követő huszadik napon, míg a Rendelet módosított szövege az Európai Unió Hivatalos Lapjában történő kihirdetését követő kilencven nap elteltével lép hatályba. Az irányelvben foglaltak átültetésére a tagállamoknak a hatálybalépéstől számított három év – egyes rendelkezések tekintetében hét év – áll rendelkezésre. Az irányelv átdolgozott szövege számos kérdés tekintetében eltérést, újítást jelent a védjegyeljárások jelenlegi hazai szabályozásához képest, így az irányelvben foglaltaknak a nemzeti jogba történő átültetése szükségessé teszi a vonatkozó hazai jogszabályok megfelelő módosítását.
Az elfogadott rendelet szövegét az Európai Unió Hivatalos Lapjában 2015. december 24-én tették közzé.
Az irányelv a kihirdetését követő 2. napon, míg a Rendelet módosított szövege az Európai Unió Hivatalos Lapjában történő kihirdetését követő 90 nap elteltével lép hatályba. Ennek megfelelően a végrehajtási rendelet 2016. március 23-án lépett hatályba. (Néhány kivétellel: az 1. pont bizonyos rendelkezései csak 2017. október 1-jétől lesznek hatályosak.)
"Az irányelvben foglaltak átültetésére a tagállamoknak a hatálybalépéstől számított három év – egyes rendelkezések tekintetében hét év – áll rendelkezésre. Az irányelv átdolgozott szövege számos kérdés tekintetében eltérést, újítást jelent a védjegyeljárások jelenlegi hazai szabályozásához képest, így az irányelvben foglaltaknak a nemzeti jogba történő átültetése szükségessé teszi a vonatkozó hazai jogszabályok megfelelő módosítását."
"A közösségi védjegyreform célkitűzései között szerepel az üzleti innováció feltételeinek javítása, valamint a védjegyoltalom hatékonyabbá tétele a hamisítványok – köztük az Unió területén áthaladó hamisított tranzitáruk – elleni küzdelem szempontjából. A módosított rendelkezések az európai és a nemzeti védjegyek duális, egymást kiegészítő párhuzamos rendszerének fenntartása mellett korszerűsítik, továbbfejlesztik és a korábbiakhoz képest jóval nagyobb mértékben harmonizálják a tagállami és az uniós védjegyeljárásokra vonatkozó szabályokat."
A preambulum (2) bekezdése két terminológiai változtatást tartalmaz: "A lisszaboni szerződés hatálybalépésének következtében aktualizálni kell a 207/2009/EK rendelet terminológiáját. Ennek keretében a „közösségi védjegy” kifejezés helyébe az „európai uniós védjegy” kifejezés lép. A „Belső Piaci Harmonizációs Hivatal (védjegyek és formatervezési minták)” elnevezés helyébe „Az Európai Unió Szellemi Tulajdonjogi Hivatala” elnevezés ... lép, hogy megfelelőbben tükrözze a Hivatal által ténylegesen végzett munkát."

## A közösségi védjegyrendszer főbb elvei
A közösségi védjegy intézményét nem azért alakították ki, hogy azzal váltsák fel és így megszüntessék a nemzeti védjegyrendszereket. Éppen ellenkezőleg, a közösségi védjegy és a tagállamonként külön-külön fennálló oltalmi rendszerek párhuzamos működése, együttélése teszi lehetővé, hogy a védjegyjogosultak eltérő igényeinek a különböző rendszerek jobban eleget tudjanak tenni.
A közösségi védjegyrendszer főbb elvei a következők:
- az egységesség, (A közösségi védjegy egységessége azt jelenti, hogy az oltalmat nem lehet megosztani területi alapon; egy közösségi védjegy oltalma valamennyi tagállamra kiterjed)
- az autonómia (a közösségi védjeggyel összefüggő kérdéseket kizárólag a közösségi jog – elsősorban a közösségi védjegyrendelet) – szabályozza.
- az együttélés (a közösségi védjegyrendszer a tagállami védjegyrendszerekkel párhuzamosan áll fenn és működik).

## Díjak
Az európai uniós védjegyoltalomért fizetendő díjak mértékét a Bizottság állapítja meg.

### Díjcsökkentés 2008-ban
Az eredeti díjakhoz képest a Bizottság 2008-ban már végrehajtott díjcsökkentést. Attól fogva papíron való benyújtás esetén 1750 (plusz a 4. osztálytól osztályonként 300) euró ; elektronikus benyújtás esetén 1600 (plusz a 4. áruosztálytól osztályonként 300 euró volt irányadó.

### Díjak 2016-tól
A Hivatal elnökének 2016. január 20-i, 2/2016. számú közleményében tájékoztatót adott ki az európai uniós védjegyrendelet hatályba lépésével egyidejűleg hatályba lépő, csökkentett mértékű díjakról.

## Statisztika
Az európai uniós védjegyekről illetve védjegybejelentésekről az EUIPO vezet statisztikát.
A közösségi védjegyrendszer rendkívüli sikerességét mutatja az is, hogy míg 1996-ban, a kezdetekkor az éves bejelentési szám alig haladta meg a 40 ezret, 2015 év folyamán mintegy 130.000 európai uniós védjegybejelentést nyújtottak be bejelentők az EUIPO-nál.

## Az európai uniós védjegy előnyei és hátrányai

### Előnyök
A közösségi védjegy intézménye lehetővé teszi, hogy egyetlen bejelentéssel és egységes eljárással az Európai Unió összes tagállamának területére nézve védjegyoltalmat lehessen szerezni. A létrejött oltalom az összes tagállamban egységesen áll fenn, azt területi alapon megosztani nem lehet. Amennyiben egy európai uniós védjegy oltalma megszűnik, akkor ez valamennyi tagállam tekintetében egységesen következik be.
A közösségi védjegy lajstromozására irányuló eljárás, valamint annak költségei kedvezőbbek, mintha a bejelentő az oltalmat – nemzeti vagy nemzetközi úton – több tagállamban kívánná megszerezni. A meglévő oltalom fenntartását célzó tevékenység (védjegyhasználat, megújítás) feltételei is kedvezőbbek, ha nem minden egyes érintett országban külön-külön történik a védjegybejelentés.

### Hátrányok
Ugyanakkor hátrányok is származhatnak a közösségi védjegy egységes jellegéből. Az egész közösségi védjegybejelentést el kell utasítani, ha olyan feltétlen kizáró ok merül fel, amely kizárólag egyetlen tagállam tekintetében áll fenn. Hasonló okból már oltalom alatt álló, lajstromozott közösségi védjegy utólagos megszüntetésére is sor kerülhet azzal, hogy ilyenkor szintén a teljes oltalom megszűnik, még akkor is, ha az adott, lajstromozást gátló ok csak egy tagállam tekintetében áll fenn. Ilyen esetekben különösen hasznos lehet, hogy a közösségi védjegy és a tagállami védjegyrendszerek között "szabad az átjárás", azaz lehetőség van arra, hogy az elutasított közösségi védjegybejelentést vagy megszüntetett közösségi védjegyet nemzeti védjegybejelentéssé alakítsák át.

## Az eljárások nyelvi kérdései
A közösségi védjegyről szóló rendelet a nyelvek használatáról a 115. cikkében a következőket rendeli:
"Nyelvek
(1) A közösségi védjegybejelentést az Európai Közösség hivatalos nyelveinek egyikén kell benyújtani.
(2) A Hivatal nyelvei az angol, a francia, a német, az olasz és a spanyol.
(3) A bejelentőnek meg kell jelölnie a Hivatal nyelvei közül egy második nyelvet, amelynek használatát a felszólalási, a megszűnés megállapítására irányuló, illetve a törlési eljárás lehetséges nyelveként elfogadja.
Ha a bejelentést nem a Hivatal nyelveinek egyikén nyújtották be, a Hivatal gondoskodik a 26. cikk (1) bekezdésének megfelelő bejelentésnek a bejelentő által megjelölt nyelvre történő lefordíttatásáról.
(4) Ha a közösségi védjegy bejelentője egyedül vesz félként részt a Hivatal előtt folyó eljárásban, az eljárás nyelve az a nyelv lesz, amelyen a közösségi védjegybejelentést benyújtották. Ha a bejelentés nem a Hivatal nyelveinek egyikén készült, a Hivatal az írásbeli közléseket a bejelentőhöz az utóbbi által a bejelentésben megjelölt második nyelven teszi meg.
(5) A felszólalást, a megszűnés megállapítására irányuló, illetve a törlési kérelmet a Hivatal nyelveinek egyikén kell benyújtani.
(6) Ha az a nyelv, amelyen – az (5) bekezdésnek megfelelően – a felszólalást, illetve a megszűnés megállapítására irányuló vagy a törlési kérelmet benyújtják, azonos azzal, amelyen a védjegybejelentést benyújtották, vagy amelyet a bejelentésben második nyelvként megjelöltek, az eljárás nyelve ez a nyelv lesz.
Ha az a nyelv, amelyen – az (5) bekezdésnek megfelelően – a felszólalást, illetve a megszűnés megállapítására irányuló vagy a törlési kérelmet benyújtják, nem azonos azzal, amelyen a védjegybejelentést benyújtották, vagy amelyet a bejelentésben második nyelvként megjelöltek, a felszólalást benyújtó, illetve a megszűnés megállapítását vagy a törlést kérő félnek saját költségén kell elkészíttetnie a felszólalás vagy a kérelem fordítását arra a nyelvre, amelyen – feltéve, hogy a Hivatal nyelveinek egyike – a védjegybejelentést benyújtották, vagy amelyet a bejelentésben második nyelvként megjelöltek. A fordítást a végrehajtási rendeletben megjelölt határidőn belül kell benyújtani. Az eljárás nyelve az a nyelv lesz, amelyre a felszólalást vagy a kérelmet lefordították."

## A közösségi védjegyrendszer kapcsolata a madridi rendszerrel
2004. október 1-je óta az Európai Közösség részese a Madridi Jegyzőkönyvnek (és ezen keresztül a Madridi védjegy-lajstromozási rendszernek). Ettől fogva közösségi védjegyre alapítva is lehet nemzetközi védjegybejelentést tenni illetve nemzetközi védjegybejelentésben az Európai Közösséget is meg lehet jelölni.

## Átalakítás (konverzió) és szenioritás
Az együttélés elvéből fakad, hogy a két oltalmi rendszer – a közösségi és a tagállami – között bizonyos esetekben átjárhatóság van. A közösségi védjegyrendelet lehetővé teszi a közösségi oltalomból a nemzeti védjegyoltalommá való kedvezményes átalakítást, másrészt a korábbi nemzeti védjegy elsőbbségi napja feljegyezhető a közösségi védjegy lajstromába, ezzel biztosítva a közösségi védjegy jogosultja számára, hogy korábbi nemzeti jogát a közösségi védjegyre "átvigye".

### Az átalakítás
A közösségi védjegybejelentés elutasításának vagy a közösségi védjegy oltalma megszüntetésének esetén a közösségi védjegy jogosultja kérheti a közösségi védjegybejelentés illetve a közösségi védjegy átalakítását (konverzióját)egy vagy több nemzeti védjegybejelentéssé azokban az uniós tagállamokban, amelyekben az elutasítás vagy a megszüntetés oka nem áll fenn. Az átalakítás nagy előnye az, hogy az átalakítás utáni nemzeti védjegybejelentés bejelentési napja nem a tényleges bejelentési nap, hanem a közösségi védjegybejelentés eredeti bejelentési napja lesz és az egyéb elsőbbségek is megmaradnak. (A védjegybejelentés elutasítása vagy a közösségi védjegyoltalom megszüntetése egyébként azzal járna, hogy az elsőbbség is elvész. Az átalakítás megakadályozza, hogy a védjegybejelentés elutasításáról vagy a védjegyoltalom megszüntetéséről tudomást szerző más személy megelőzze az elutasított védjegybejelentés illetve a megszűnt oltalmú védjegy jogosultját az ismételt bejelentésben.
Magyarország tekintetében további előnyt jelent, hogy az átalakítás nyomán keletkezett védjegybejelentés díjkedvezményben részesül. Ha pedig a konverzió lajstromozott közösségi védjegyen alapszik, akkor a magyarországi oltalom egyszerűsített eljárással – vagyis az átalakítási kérelem érdemi vizsgálata nélkül – biztosítható. A díjkedvezmény mértéke – attól függően, hogy a konverzió közösségi védjegybejelentésen vagy közösségi védjegyen alapul-e – a nemzeti úton tett védjegybejelentés díjához képest 30%-a illetve a fele.

### A szenioritás
Ha a közösségi védjegybejelentés jogosultjának már van azonos megjelölésre, azonos árujegyzékkel korábbi nemzeti (vagy nemzetközi) védjegye, kérheti, hogy a EUSZTH ezt a korábbi napot (szenioritás) tüntesse fel a közösségi védjegy lajstromában. Ha bármelyik feltétel hiányzik, a szenioritás nem illeti meg a jogosultat.
A szenioritás birtokában a jogosult dönthet úgy, hogy a párhuzamos oltalmat nem tartja fenn és a nemzeti védjegyének oltalmát nem újítja meg (és ezzel megtakarítja a megújítás díját).

## Európai uniós védjegybíróságok
Az Európai Unió egyes tagállamaiban európai uniós védjegybíróságok  működnek, amelyek kizárólagos joghatósággal rendelkeznek meghatározott, pl. védjegybitorlási ügyekben. Az európai uniós védjegybíróság Magyarországon  a Fővárosi Törvényszék,.A Fővárosi Törvényszék határozatai ellen a Vt. 76/H § (2) bekezdése szerint a Fővárosi Ítélőtáblához való fellebbezésnek van helye. A törlési, illetve oltalommegszüntetési ügyekben (beleértve a viszontkereset elbírálását) a közösségi védjegybíróság hatásköre a közösségi védjegyrendelet 96. cikk (5) bekezdése értelmében valamennyi tagállamra kiterjed és az ilyen ítélet hatálya valamennyi tagállamra kiterjed.
A közösségi védjegyrendelet 94. cikk (2) bekezdése szerint viszont védjegybitorlási ügyekben az ítélet hatálya csak az abban a tagállamban elkövetett védjegybitorlási cselekményekre terjed ki, ahol a bíróság székhelye van. Így pl. a Franciaországban elkövetett védjegybitorlás szankcionálására csak a Franciaországban működő közösségi védjegybíróságoknak van hatásköre.

### Kizárólagos joghatóság közösségi védjegyügyekben
A közösségi védjegyrendelet 92. cikke szerint a közösségi védjegy-bíróság kizárólagos hatáskörébe tartoznak
- a közösségi védjegy bitorlásával összefüggő ügyek,
- kártérítés a közösségi védjegybejelentés meghirdetését követő egyes cselekmények miatt (tehát a közösségi védjegy bejegyzése előtti időben elkövetett események),
- a közösségi védjegy törlésének vagy oltalmának megszüntetésére irányuló viszontkereset.

## Statisztika
A közösségi védjegybejelentések száma évről évre növekedett. Míg 2002-ben 49.503 közösségi védjegybejelentést nyújtottak be, 2010-ben már 98 217 darabot. Az évi bejelentések száma 2012-ben elérte az évi 107 900 darabot.
2011 októberében ünnepelték a Hivatalhoz benyújtott egymilliomodik védjegybejelentést. 2019 júniusában bejelentették, hogy megérkezett az EUIPO-hoz a 2.000.000-ik európai uniós védjegybejelentés.

### Jogszabályok

#### Hatályos
- Az Európai Unió Bíróságának 2006. december 14-i ítélete a C-316/05 Nokia Corp. kontra Joacim Wärdell ügyben
- Az Európai Parlament és a Tanács 2008/95/EK irányelve (2008. október 22.) a védjegyekre vonatkozó tagállami jogszabályok közelítéséről (kodifikált változat)
- Az Európai Parlament és a Tanács (EU) 2017/1001 rendelete (2017. június 14.) az európai uniós védjegyről
- Európai uniós védjegy – összefoglaló (magyarul)

#### Már nem hatályos
- A Tanács 207/2009/EK rendelete (2009. február 26.) a közösségi védjegyről (kodifikált változat)
- Az Európai Parlament és a Tanács (EU) 2015/2424 rendelete (2015. december 16.) a közösségi védjegyről szóló 207/2009/EK tanácsi rendelet és a közösségi védjegyről szóló 40/94/EK tanácsi rendelet végrehajtásáról szóló 2868/95/EK bizottsági rendelet módosításáról, valamint a Belső Piaci Harmonizációs Hivatalnak (védjegyek és formatervezési minták) fizetendő díjakról szóló 2869/95/EK bizottsági rendelet hatályon kívül helyezéséről

### Egyéb
- SZTNH
- oami.europa.eu – a Belső Piaci Harmonizációs Hivatal honlapja (magyarul)
- European Communities Trade Mark Association (ECTA)
- Basic explanatory sheet on the Community Trade Mark system
- Timothy Bainbridge: EU mindentudó. HVG könyvek. HVG Kiadó, Budapest, 2004. 504. o. ISBN 963 7525 521
- A new era for EU trade marks
- Bejelentési útmutató (magyarul)
- Germany focus EU-trdemark-reform (dlapaier.com)
- lexology.com (2017. okt.)
- Takács Gábor: Uniós védjegy olcsóbban – Világgazdaság, 2008. szeptember (40. évfolyam, 169/9931-190/9952. szám)2008-09-23 / 185. (9947.) szám

## Magyar nyelvű szakirodalom
- Csiky Péter: A közösségi védjegyrendszer magyarországi hatályosulásának eddigi tapasztalatai ; Fehér könyv a szellemi tulajdon védelméről 2006, MSZH – MSZTT, Budapest, 197-205. pp.
- Csiky Péter : A közösségi és a nemzeti védjegyrendszer: „viszony vagy viszály”?; Fehér könyv a szellemi tulajdon védelméről 2008 – 2009. MSZH – MSZTT, Budapest, 155-162. pp.
- Ficsor Mihály: Védjegyjogunk és az európai integráció. Iparjogvédelmi és Szerzői Jogi Szemle, 1997. 8. sz.
- Gonda Imre: A közösségi és tagállami védjegyjog kapcsolata az Európai Unióban. Iparjogvédelmi és Szerzői Jogi Szemle, 109. évf., 2. sz., 2004, április, 31. p.
- Gonda Imre – László Áron: A közösségi védjegyrendszer tervezett reformja (2013)
- Klauber Zsófia: A közösségi védjegy lajstromozási gyakorlatának egyes kérdéseiről. Védjegyvilág, 2006. (XVI. évfolyam) 3. sz. 38-43. pp.
- Kocsis M. Tamás: Magyarország és a közösségi védjegyrendszer – egy elszalasztott lehetőség. mie.org.hu 2015
- Millisits Endre: Védjegyoltalom az Egyesült Királyságban – mi várható a Brexit után?
- Pósa Dorottya: Védjegyreform az Európai Unióban. Védjegyvilág 25. évi jubileumi különszám (2016) 31 – 43. o.
- Munkácsi Péter: A közismert és jó hírű védjegyek az Európai Bíróság "General Motors Corporation v. Yplon SA ("Chevy")" döntése tükrében. http://www.hpo.hu/ipsz/200004/jogeset.htm Archiválva 2003. november 17-i dátummal a Wayback Machine-ben
- Stadler Johanna: A nyelvhasználati szabályok a közösségi és az európai iparjogvédelmi rendszerekben. Fehér könyv a szellemi tulajdon védelméről 2005, MSZH – MSZTT, Budapest, 105-123. pp.
- Szigeti Éva: Az Európai Bíróság és az OHIM egyes döntéseinek elemzése és azok hatása a magyar védjegyjogi gyakorlatra. Iparjogvédelmi és szerzői jogi szemle, 2. (112.) évf. 1. különszám, 2007. május, 54–69. pp.
- Vida Sándor : Közösségi védjegyjog és a közösségi védjegy Magyarországon ; Fehér könyv a szellemi tulajdon védelméről 2005, MSZH – MSZTT, Budapest, 73-83. pp.
- Vida Sándor: Az Európai Bíróság védjegyjogi gyakorlata. (monográfia; Miskolc, 2006.)
- Vida Sándor: Az Európai Bíróság gyakorlatának hatása a magyar védjegyjogra. Iparjogvédelmi és szerzői jogi szemle, 2. (112.) évf. 5. szám, 2007. október, pp. 52–57